# Deutschland in den Vereinten Nationen
Die Deutsche Demokratische Republik trat ebenso wie die Bundesrepublik Deutschland am 18. September 1973 als 133. und 134. Mitgliedstaat den Vereinten Nationen (UNO) bei. Seit der Wiedervereinigung und Überwindung der 40-jährigen Teilung am 3. Oktober 1990 ist das vereinte Deutschland als Bundesrepublik Deutschland in den Vereinten Nationen vertreten.

## Geschichte

### Situation der beiden deutschen Staaten zu Beginn des Kalten Krieges (bis 1972)
Nach der Einbindung der beiden deutschen Staaten auf den beiden Seiten des Kalten Krieges und der Akzeptanz der Hallstein-Doktrin auch durch die bundesdeutschen Partner bestand keine Möglichkeit, einen der beiden deutschen Teilstaaten isoliert in die Vereinten Nationen aufzunehmen. Jeweils die Westmächte (USA, Frankreich und Großbritannien) und die Sowjetunion hätten eine einseitige Aufnahme der Bundesrepublik oder der DDR mit ihrem Veto im UN-Sicherheitsrat blockiert. Nachdem die Bundesrepublik schon im Petersberger Abkommen 1949 das Recht erhalten hatte, sich in internationalen Organisationen zu engagieren, trat die Bundesrepublik einer Vielzahl von UN-Organisationen bei, deren Mitglied man auch ohne UN-Mitgliedschaft sein konnte. So wurde die Bundesrepublik 1950 Mitglied der FAO und 1951 der WHO und der UNESCO. 1952 wurde die Ständige Beobachtermission der Bundesrepublik bei der UNO eingerichtet, die DDR folgte erst 1972. Schon 1960 wurde die Bundesrepublik erstmals in den Exekutivrat der WHO gewählt. 1962 fand die erste UN-Konferenz in der Bundesrepublik statt. Der Beitrittsantrag der DDR 1966 wurde nicht behandelt.

### Beitritt (1973)

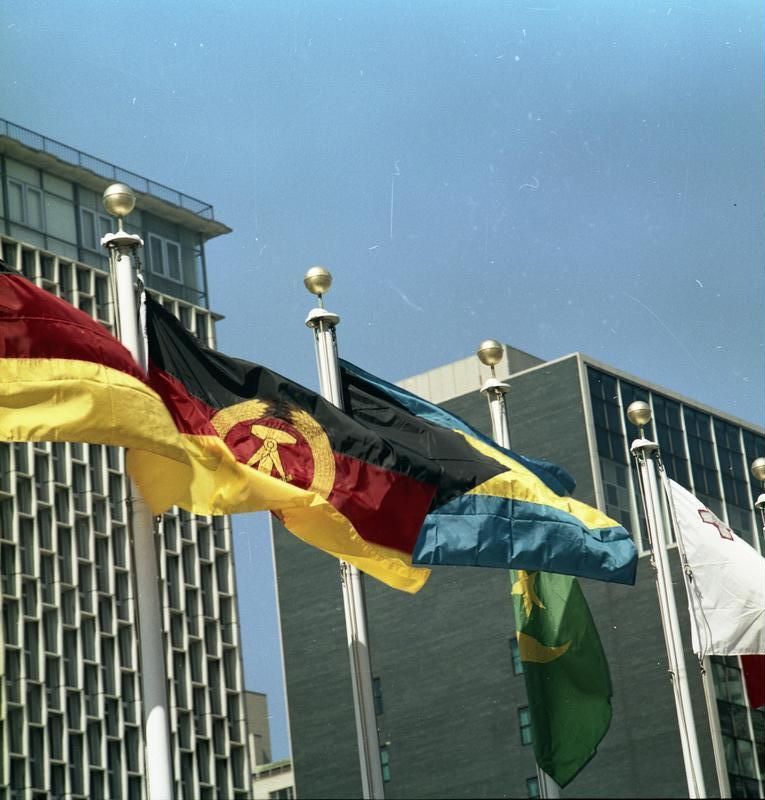
Wehende deutsche Fahnen (die schwarz-rot-goldene Bundesflagge der BRD und die Staatsflagge der DDR mit Hammer, Zirkel und Ährenkranz) vor dem UNO-Hauptquartier in New York, 1973

1972 vereinbarten die Bundesrepublik und die DDR, sich gegenseitig über die Schritte zur UNO-Mitgliedschaft zu informieren. Mit dem Grundlagenvertrag im gleichen Jahr ergab sich die Möglichkeit, dass beide Staaten der UNO beitreten. Im Mai 1973 beschloss der Bundestag den Beitritt zur UNO zusammen mit der Ratifizierung des Grundlagenvertrages. Am 12. bzw. 15. Juni 1973 beantragten die DDR als 133. und die Bundesrepublik als 134. Mitglied die Aufnahme in die UNO.
Die ehemaligen Besatzungsmächte USA, UdSSR, Großbritannien und Frankreich begrüßten gemeinsam diesen Schritt, verwiesen aber nach wie vor auf ihre Rechte in Bezug auf die Viersektorenstadt Berlin und Deutschland als Ganzes.
Der UN-Sicherheitsrat empfahl am 22. Juni 1973 die Aufnahme, die am 18. September durch die UN-Generalversammlung beschlossen wurde. Im Sitzungssaal der UNO-Vollversammlung saßen die Delegationen der Bundesrepublik und der DDR daraufhin nebeneinander, nur durch einen schmalen Gang getrennt.
Am 26. September 1973 protestierte Israel gegen die Aufnahme der DDR in die UN, da sie – nach dessen Auffassung – die historische Verantwortung Deutschlands und die daraus resultierenden moralischen Verpflichtungen ignoriert habe. Gleichzeitig befürwortete Israel jedoch ausdrücklich die Aufnahme der Bundesrepublik. Am gleichen Tag hielt der Friedensnobelpreisträger und Bundeskanzler Willy Brandt vor der Generalversammlung eine vielbeachtete Rede, in der er die Hoffnung der Deutschen auf Wiedererlangung ihrer staatlichen Einheit herausstellte aber zugleich betonte, dass die Bundesregierung die Vereinten Nationen nicht als Klagemauer für deutsche Probleme betrachten wolle. Unter Hinweis auf leidvolle Erfahrungen in Europa warnte er zugleich vor einem „egoistischen, zerstörerischen Nationalismus“.

### Mitgliedschaft zweier deutscher Staaten in den Vereinten Nationen (1973–1990)
1974 wurde von den beiden deutschen Staaten zusammen mit Österreich ein Übersetzungsdienst eingerichtet. 1977 und 1978 war die Bundesrepublik Deutschland nichtständiges Mitglied im UN-Sicherheitsrat, darauf 1980 und 1981 die DDR und 1987/1988 wieder die Bundesrepublik. 1980 wurde der Botschafter der Bundesrepublik, Rüdiger von Wechmar, Präsident der UNO-Vollversammlung, 1987 jener der DDR, Peter Florin. Der Deutschen Demokratischen Republik gelang es, bis 1978 von 123 Regierungen diplomatisch anerkannt zu werden; sie sah darin die Anerkennung ihrer Souveränität.
Die Bundesrepublik legte in den ersten Jahren ihrer Mitgliedschaft in den UN den Schwerpunkt ihrer Mitarbeit auf den internationalen Menschenrechtsschutz. So bemühte sie sich intensiv um eine Mitgliedschaft in der Menschenrechtskommission der Vereinten Nationen, der sie seit 1975 angehörte, und legte 1976 einen letztlich gescheiterten Resolutionsentwurf zur Einrichtung eines Weltmenschenrechtsgerichtshofes vor.

### Mitgliedschaft Deutschlands (seit 1990)
Mit der Deutschen Einheit 1990 schied die DDR aus der UNO aus; die vergrößerte Bundesrepublik vertritt nun das vereinigte Deutschland in der UNO. 1992 nahmen erstmals deutsche Soldaten an einem Blauhelmeinsatz in Kambodscha teil. 1994 wurden zwei Deutsche Unter-Generalsekretäre. Im gleichen Jahr wurde zum dritten Mal Deutschland nichtständiges Mitglied im UN-Sicherheitsrat (1995/1996). 1996 wurde in Bonn das Haus Carstanjen eröffnet; in dem Gebäude nahmen seitdem zahlreiche UN-Organisationen ihren Sitz. In den 1990er Jahren nahmen deutsche Soldaten an sieben Auslandseinsätzen im Rahmen der UN teil.
1998 wurde Klaus Töpfer Exekutivdirektor des Umweltprogrammes UNEP und erhielt damit den Rang eines Unter-Generalsekretärs bei der UNO. 2000 wurde der Internationale Seegerichtshof in Hamburg eröffnet. Die im November 2001 begonnene Afghanistan-Konferenz auf dem Bonner Petersberg führte zur Bildung einer Übergangsregierung. 2003 und 2004 war Deutschland ein viertes Mal Mitglied des Sicherheitsrates. Dort hatte die Bundesrepublik im Februar 2003 und dann wieder im Mai 2004 den Vorsitz inne.
Am 11. Juli 2006 eröffneten UN-Generalsekretär Kofi Annan und Bundeskanzlerin Angela Merkel den „UN-Campus“ in Bonn, der aus den ehemaligen Parlamentsgebäuden der Bundesrepublik Deutschland besteht. Dieser vereinigt den Großteil der in Bonn ansässigen UN-Organisationen und ist ein Meilenstein für die weitere Entwicklung Deutschlands als Sitzstaat der Vereinten Nationen. Der Campus im ehemaligen Regierungsviertel wird weiter vergrößert werden: Das Sekretariat der Klimarahmenkonvention wird mit seinen 200 Mitarbeitern als letzte Einrichtung im ehemaligen Bundeshaus unterkommen. Im umgebenden Bereich wurde am United Nations Congress Center gebaut, mit dem die Voraussetzungen für große UN-Vertragsstaatenkonferenzen geschaffen werden sollten.

## Finanzieller Beitrag
In dem Zweijahreshaushalt 2016/17 von knapp 5,4 Milliarden US-Dollar trägt Deutschland mit rund 158,5 Millionen US-Dollar pro Jahr einen Anteil von 6,4 Prozent. Damit ist Deutschland viertgrößter Beitragszahler für das reguläre Budget, nach den USA (22 Prozent), Japan (9,7 Prozent) und China (7,9 Prozent). Die 28 Mitgliedsstaaten der EU tragen ca. 31 Prozent des Budgets der Vereinten Nationen. Zudem trägt Deutschland mit rund 528 Millionen US-Dollar einen Anteil von ebenfalls 6,4 Prozent des insgesamt rund 8,3 Milliarden US-Dollar großen Haushalts der Friedensmissionen. Damit ist Deutschland nach den USA (28,6 Prozent), China (10,3 Prozent) und Japan (9,7 Prozent) für diesen Haushalt ebenfalls der viertgrößte Beitragszahler.

## Reform der Vereinten Nationen und Ausblick
Seit Mitte der 1990er Jahre ist es ein Ziel der deutschen Außenpolitik, einen ständigen Sitz im UN-Sicherheitsrat zu erhalten. Dieses Ziel rückte Ende der 90er Jahre zu Gunsten eines gemeinsamen Sitzes der Europäischen Union in den Hintergrund. Es wurde jedoch schnell klar, dass Frankreich und das Vereinigte Königreich nicht bereit sein würden, ihren autonomen Sitz im Sicherheitsrat aufzugeben. Seit Beginn der 2000er konzentriert sich die Außenpolitik wieder auf einen eigenen deutschen Sitz. Dieses Ziel rückte in weitere Ferne, als Deutschland sich bei der Diskussion um den Irakkrieg gegen die USA stellte. Da die USA als ständiges Mitglied einer Änderung der Charta der Vereinten Nationen zustimmen müssen, damit diese in Kraft treten kann, wird in nächster Zeit nicht mit dem Inkrafttreten einer entsprechenden Änderung gerechnet. Dies wird unter anderem von nicht näher genannten amerikanischen Diplomaten damit begründet, dass die Amtszeit Deutschland als nichtständiges Mitglied 2003/2004 „problematisch“ gewesen sei. Die Befürworter einer Reform des Sicherheitsrates indessen spekulierten darauf, dass einem ggf. politisch überwältigenden Votum der UNO-Vollversammlung und verbunden mit weiteren Reformen, die die USA eingefordert hatten, letztere sich schwerlich alleine widersetzen könnten. Es galt mithin, ein ganzes Reformpaket zu schnüren, das darauf abzielte, möglichst breite Unterstützung unter den UN-Mitgliedern insgesamt zu finden.
Im Zuge der Debatte um eine Reform der UNO einschließlich einer Erweiterung des Sicherheitsrates bemühten sich nicht nur Außenminister Joschka Fischer und Bundeskanzler Gerhard Schröder seit Anfang 2004 sehr intensiv um einen ständigen Sitz. Zusammen mit Deutschland erklärten auch Brasilien, Indien und Japan ihr Interesse an einem ständigen Sitz im Sicherheitsrat. Hinzukommen sollte ferner ein ständiger Sitz für ein afrikanisches Land, sowie eine drastische Erhöhung der Anzahl der nicht-ständigen, rotierenden Sitze, ohne Vetorecht im Sicherheitsrat. Offen war die Frage, ob die hinzukommenden ständigen Mitglieder im Sicherheitsrat, also auch Deutschland, den bisherigen ständigen Mitgliedern gleichzustellen waren, unter Einräumung des Vetorechtes über die Entschließungen des Sicherheitsrates.
Mit dem Vetorecht ausgestattet, verfügt ein einzelnes Mitglied im Sicherheitsrat über die Möglichkeit, u. a. die Autorisierung von militärischer Gewalt durch die Vereinten Nationen zu unterbinden (Gewaltmonopol der Vereinten Nationen). Im Zuge der Kosovo-Krise und der Irak-Krise freilich wurde deutlich, dass auch das Veto eines oder mehrerer Sicherheitsratsmitglieder die Mitgliedsstaaten der Vereinten Nationen am Einsatz militärischer Gewalt, selbst zum Zwecke eines nach der UN-Charta verbotenen Angriffskrieges, nicht zu hindern vermag. Gleichwohl ist das Vetorecht im Sicherheitsrat ein unvergleichlich machtvolles Instrument zur außenpolitischen Delegitimierung von Militäreinsätzen.
Der damalige Bundeskanzler Gerhard Schröder forderte im Dezember 2004 in Japan ein Vetorecht für die neuen zukünftigen ständigen Mitglieder, was unter den bisherigen fünf ständigen Mitgliedern jedoch keine Unterstützung fand. Koizumi (ehemaliger japanischer Regierungschef) unterstützte zwar diese Forderung Schröders, Deutschland aber verfolgte offiziell die Erweiterung des Sicherheitsrates für eine 15-jährige Übergangszeit ohne Veto-Recht der neu hinzukommenden Mitglieder weiter.
Zuerst wurde verkündet, dass Frankreich, Großbritannien, die Russische Föderation und auch die Volksrepublik China (sie gehören zu den vier der fünf ständigen Mitgliedern mit Vetorecht) sowie der Großteil der UN-Mitgliedstaaten einen ständigen deutschen Sitz im Weltsicherheitsrat befürworten würden, allerdings ein Vetorecht für Neumitglieder ablehnten. Später jedoch sprach sich China entschieden gegen die Erweiterung aus, besonders Japan als neues ständiges Mitglied, und drohte mit dem Veto. Es folgten Italien, Südkorea, Pakistan u. a. (die sog. Kaffeerunde) mit teils heftigen Protesten. Am Ende sprachen sich auch die afrikanischen Staaten mehrheitlich gegen die Erweiterung aus.
Die USA äußerten sich nicht offiziell zu einem ständigen deutschen Sitz im Weltsicherheitsrat. Sie hatten nur eine ständige Mitgliedschaft Japans im Sicherheitsrat unterstützt, wollten im Übrigen aber die zur Diskussion stehenden Vorschläge zur Erweiterung des Rates abwarten. Wie gering das Interesse der USA an einer Änderung des Status quo ist, zeigt aber auch die Tatsache, dass die Vereinigten Staaten keinen eigenen Vorschlag zur Neugestaltung des Sicherheitsrates eingebracht hatten.
Die Erweiterung des Sicherheitsrates fand in der Generalversammlung im Sommer 2005 nicht die zur Satzungsänderung notwendige qualifizierte Mehrheit, da die afrikanischen UNO-Mitglieder sich nicht auf die gemeinsame Unterstützung der Kandidatur eines afrikanischen Landes einigen konnten, und China mit Veto drohte. Die Reform des Sicherheitsrates war damit gescheitert, und ungeachtet der weiterhin skeptischen Haltung der USA bereits durch die herrschenden Mehrheitsverhältnisse in der Generalversammlung auf unabsehbare Zeit blockiert.

## UN-Feindstaatenklausel
Auf der Konferenz von San Francisco 1945 wurde in der Charta der Vereinten Nationen in den Artikeln 53 und 107 definiert, dass gegen Feindstaaten (das heißt Staaten, die während des Zweiten Weltkrieges Feind eines der Unterzeichner der Charta waren) Maßnahmen auch außerhalb des Sicherheitssystems der UN eingeleitet werden können. Nach dem Wortlaut der Klausel könnten Deutschland und Japan auch heute noch ohne UN-Beschluss angegriffen werden. Jedoch wurde die Feindstaatenklausel 1995 offiziell durch die UNO als obsolet erklärt.